# Anne-Sophie Pelletier
Anne-Sophie Pelletier, née le 5 février 1976 à Besançon, est une aide médico-psychologique et femme politique française. Aux élections européennes de 2019, elle est élue au Parlement européen sur la liste La France insoumise menée par Manon Aubry.

## Biographie
Aide médico-psychologique de profession, Anne-Sophie Pelletier est connue initialement au printemps 2017 comme porte-parole d'une grève victorieuse de 117 jours — l’une des plus longues en France — dans l'Établissement d'hébergement pour personnes âgées dépendantes (EHPAD) des Opalines, à Foucherans dans le Jura,.
Après cette grève, elle continue de dénoncer à de multiples reprises dans les médias, le manque de soins des personnes âgées et la détresse du personnel soignant en France. Elle publie à ce sujet, en 2019, le livre EHPAD, une honte française.
Elle est élue au Parlement européen aux élections de 2019, en cinquième position sur la liste de La France insoumise conduite par Manon Aubry. Le mouvement politique, ayant recueilli 6,31 % des suffrages exprimés, obtient six des 74 sièges français à l'hémicycle européen.
En décembre 2021, Mediapart révèle qu'elle est accusée de harcèlement et de maltraitance par une dizaine de collaborateurs de son groupe au Parlement européen. Elle est exclue de la délégation des députés européens insoumis le 4 décembre 2023 en réponse à la multiplication des signalements de harcèlement et de maltraitance,.

## Publications
- EHPAD, une honte française, Paris, Plon, 2019